# Eptesicus gobiensis
Eptesicus gobiensis (Bobrinskii, 1926) è un pipistrello della famiglia dei Vespertilionidi diffuso in Asia centrale.

## Descrizione

### Dimensioni
Pipistrello di piccole dimensioni, con la lunghezza della testa e del corpo tra 57 e 65 mm, la lunghezza dell'avambraccio tra 38 e 42 mm, la lunghezza della coda tra 40 e 45 mm, la lunghezza del piede tra 9 e 10 mm, la lunghezza delle orecchie tra 10 e 15 mm.

### Aspetto
La pelliccia è lunga. Le parti dorsali sono giallo-brunastre chiare, con la base dei peli marrone scura, mentre le parti ventrali sono bianco-brunastre. Il muso è marrone scuro, largo, con due masse ghiandolari sui lati. Gli occhi sono piccoli. Le orecchie sono marroni scure, corte, triangolari e ben separate tra loro. Le ali sono marroni scure. La punta della lunga coda si estende leggermente oltre l'ampio uropatagio.

## Biologia

### Comportamento
Si rifugia solitariamente o in piccoli gruppi nelle fessure rocciose o in edifici.

### Alimentazione
Si nutre di insetti, particolarmente lepidotteri.

### Riproduzione
Danno alla luce un piccolo alla volta l'anno.

## Distribuzione e habitat
Questa specie è diffusa nell'Asia centrale, dall'Afghanistan orientale fino alla Mongolia meridionale.
Vive in zone aride, deserti e steppe.

## Tassonomia
Sono state riconosciute 3 sottospecie:
- E.g.gobiensis: Mongolia centrale e meridionale;
- E.g.centrasiaticus (Bobrinskii, 1926): provincia cinese dello Xinjiang settentrionale, Kazakistan orientale, regione siberiana di Tuva;
- E.g.kashgaricus (Bobrinskii, 1926): Kazakistan sud-orientale, Kirghizistan, Tagikistan, provincia cinese dello Xinjiang occidentale, Afghanistan nord-orientale, Pakistan settentrionale, India settentrionale.

Alcuni individui sono stati catturati sui Monti Elburz, nell'Iran centro-settentrionale e nel Nepal.

## Conservazione
La IUCN Red List, considerata la popolazione numerosa ed il vastoareale, classifica E.gobiensis come specie a rischio minimo (Least Concern)).